# Silabario del Ojo
El Nuevo método para la enseñanza simultánea de la lectura i escritura, más conocido como el Silabario del Ojo o también el Silabario Matte, es un silabario creado por el educador chileno Claudio Matte en 1884 y publicado en la ciudad de Leipzig en Alemania. El método didáctico que utiliza es fonético-analítico-sintético. 

## Descripción
Ante los métodos utilizados en Chile para aprender a leer, don Claudio Matte, decide ir a Europa a investigar. Es en Alemania donde con el apoyo del cónsul Don Guillermo Matta, gestionaría una presentación oficial del Ministerio de Educación de Sajonia que lo autorizaba a visitar cualquier escuela del estado en calidad de "oyente y observador". Este tipo de autorización en alemán se llamaba "Hospiterien".
Matte se sentaba en los asientos traseros de las salas durante las clases y tras sus observaciones se percató que:

"Yo siempre había pensado que los métodos de enseñanza en mi tierra eran malos, pero no sabía donde estaba lo malo. Ahora se me abrían horizontes, los alemanes habían resuelto el problema. En nuestra tierra todo era memorizar. Acá se debía pensar y entender"

Sin embargo a pesar de la diferencia de idiomas, donde el alemán tiene gran uso de consonantes, comprendió que en castellano solo suenan las vocales y hacía innecesario gastar tiempo de clase en deletrear palabras.
Comenzó buscando las palabras más fáciles de comprender y así partir leyendo desde la primera lección. Eligió la palabra "Ojo" para aprovechar asociaciones visuales que se podían establecer entre imagen, grafía y el significado de las palabras: "Ojo" es fácil de entender imaginando la jota como una nariz entre dos ojos.

## La primera edición
En 1884 se publicó una edición de 6000 ejemplares por la editorial Brockhaus, en la ciudad de Leipzig. En 1894 el gobierno de Chile lo declaró Texto Oficial de enseñanza primaria en Chile. Para fin de siglo XIX se había expandido a Latinoamérica.
Un dato interesante fue cuando desde México se informó el descubrimiento de un método superior de alfabetización, Matte acudió a investigarlo para enterarse de que el método traído de Alemania era nada menos que su propia edición de Leipzig.
El silabario Matte estuvo vigente gran parte del siglo XX, hasta que fue superado por el Silabario hispanoamericano de Adrián Dufflocq Galdames.